# 2006年冬季奥林匹克运动会马其顿代表团
2006年冬季奥林匹克运动会马其顿代表团是马其顿派出的2006年冬季奥林匹克运动会代表团。